# Niviventer lotipes
Niviventer lotipes és una espècie de mamífer rosegador de la família dels múrids. És endèmica de l'illa de Hainan (Xina). En comparació amb N. fulvescens, té el cos més gros, les orelles més grosses, el pelatge dorsal de color ocre i negre, el pelatge ventral de color blanc sofre i el neurocrani més profund. Anteriorment era considerada una subespècie de N. tenaster, de la qual fou separada basant-se en anàlisis morfològiques.